# Amalie Adlerberg
Amalie Adlerberg, född 16 juni 1808 i Regensburg, död 21 juni 1888 Tegernsee, var en tysk adelsdam. Hon var gift med först Alexander von Krüdener, Rysslands ambassadör i Sverige, och därefter med Nikolaj Adlerberg, Rysslands generalguvernör i Finland. Hon är känd som kärleksobjekt och musa till Fjodor Tiuttjev. Hon var också aktiv som filantrop i både Finland och Ryssland.
Amalie Adlerberg var en av de 36 berömda skönheter som porträtterades i Schönheitengalerie (Skönhetsgalleriet) i München mellan 1827 och 1850.